# Musidora (association)
Musidora est une association française de militantes féministes, cinéphiles et cinéastes créée en 1973, pour promouvoir la création et la distribution de film de femmes. Elle organise en 1974, le premier festival de films de femmes.

## Description
Françoise Flamant, Dana Sardet, Nicole-Lise Bernheim et trois autres féministes fondent en octobre 1973, l'association Musidora, en hommage à l'actrice du cinéma muet.
Pierre Zucca, réalise le portrait photographique des six fondatrices du groupe, vêtues de cagoules noires, en hommage à Musidora.
Les membres de Musidora sont féministes, cinéastes et cinéphiles. Elles se sont rencontrées lors de stages de vidéo. Celles qui travaillent dans le cinéma, rencontrent de nombreux obstacles pour devenir réalisatrices.
Le but de l’association est  de promouvoir la création et la distribution de films et de vidéos réalisés par des femmes. Elle encourage la recherche sur les représentations des femmes dans le cinéma masculin et féminin.
L'association décide d'organiser Musidora, festival de films de femmes. Il a lieu du 3 au 11 avril 1974. Agnès Varda, Delphine Seyrig, Jeanne Moreau marrainent le festival.
Au cinéma l'Olympic, quarante-huit longs métrages sont projetés. Courts métrages, vidéos, films expérimentaux sont diffusés en boucle au musée d'art moderne de la ville de Paris. En tout, 150 films sont projetés. Les films sont des films de femmes. Ils ne sont pas sélectionnés en fonction de l'engagement féministe du film ou de la réalisatrice. Les séances de travail réservées aux femmes et les débats ouverts à tout public sont organisés dans une perspective féministe.
Les réalisatrices présentent leurs films et témoignent de leurs difficultés professionnelles parce qu'elles sont des femmes. Quelques réalisatrices viennent du Canada et d'Allemagne.
Claire Brétecher réalise l'affiche. Elle s'inspire du costume de Musidora dans Irma Vep. Elle représente une femme de profil nue, talons aiguilles portant une kalachnikov/caméra.
L'idée d'un festival de femmes est repris en 1979, par Jackie Buet et Elisabeth Tréhard qui lancent ce qui devient le festival international de films de femmes de Créteil.

## Documentaires
- Musidera, Catherine Lahourcade, Anne-Marie Faure-Fraisse, Syn Guérin, Isabelle Fraisse, 25 min, 1974
- des femmes de Musidora, Paroles... elles tournent !, Paris, Des femmes, 1976, 245 p. (ISBN 2-7210-0058-6)